# Theridion punicapunctatum
Theridion punicapunctatum là một loài nhện trong họ Theridiidae.
Loài này thuộc chi Theridion. Theridion punicapunctatum được Arthur T. Urquhart. miêu tả năm 1891.